# Danica Seleskovitch
 (mars 2024).
Danica Seleskovitch est née à Paris le 6 décembre 1921 et morte à Cahors le 17 avril 2001. Interprète de conférence, elle fonda, entre autres, la théorie interprétative de la traduction.

## Biographie
Danica Seleskovitch est née d’une mère française, issue d’une famille de la bourgeoisie du Nord et d’un père serbe, philosophe, appartenant à une lignée d’intellectuels yougoslaves. Orpheline de mère à 4 ans, Danica Seleskovitch reporte son affection sur son père et sur sa grand-mère maternelle, qui l’élève à partir de ce moment avec son frère aîné Zoran. En 1931, les enfants rejoignent leur père, entre-temps remarié et installé à Berlin où il enseigne à l’université. C’est ainsi qu'elle fait toutes ses études secondaires en Allemagne. En 1939, quand éclate la guerre, elle et les siens rentrent à Belgrade et elle reste dans la capitale yougoslave jusqu’en 1945. Pour échapper au régime communiste instauré par Tito, elle retourne alors à Paris, grâce à une bourse attribuée par le gouvernement français.
Depuis l’enfance, elle maîtrise plusieurs langues : d’abord le français, sa langue maternelle (chez les Seleskovitch, on a toujours parlé français) ; elle parle l’allemand comme s'il s'agissait de sa langue maternelle, et elle connaît le serbo-croate, la langue de son père. Dès l'adolescence, elle acquiert de bonnes notions d’anglais, qu’elle va parfaire lors d’un séjour aux États-Unis à partir de 1950.
Dès son arrivée à Paris, en 1946, elle s'inscrit à la Sorbonne, où elle entreprend simultanément deux licences, d’allemand et d’anglais. Elle s’inscrit ensuite à l’agrégation, mais doit rapidement abandonner, faute d’argent. La bourse du gouvernement français est arrivée à son terme et son père en Yougoslavie n’a pas les moyens de l’aider financièrement. C'est alors qu'elle découvre une formation en interprétation de conférence à HEC, qu'elle suit entre 1949 et 1950.
Son père meurt au printemps 1950. Danica Seleskovitch  vient de réussir son diplôme d’interprète de conférence. À ce moment-là, le département d'État des États-Unis organise à Paris des tests de recrutement d’interprètes francophones pour servir lors des missions de productivité aux États-Unis, organisées dans le cadre du Plan Marshall. Ce programme de six semaines était destiné à permettre à des Français d’horizons divers (syndicalistes, employeurs, journalistes, architectes) accompagnés d'interprètes français de découvrir les secrets de la productivité américaine. Au printemps 1950 Danica Seleskovitch embarque pour Washington, accompagnée de sa grand-mère. Elles restent aux États-Unis jusqu’en 1953.
Peu de temps après son retour en France, Danica Seleskovitch repart pour le Luxembourg. Elle est embauchée à la Communauté européenne du charbon et de l'acier (CECA) mise sur pied par Jean Monnet et Paul-Henri Spaak où l’on a besoin d’interprètes d’allemand. Toujours accompagnée de sa grand-mère, elle reste au Luxembourg jusqu’en 1955. Elle revient ensuite à Paris, où elle restera cette fois définitivement. Interprète de conférence free-lance, elle adhère à l’AIIC (Association internationale des interprètes de conférence) en 1956 et s’engage en tant que secrétaire exécutif de l'AIIC entre 1959 et 1963.
Dès le début de sa carrière d'interprète de conférence, elle réfléchit à son métier et à la façon dont le sens passe en interprétation. À partir des années soixante, elle couche ses réflexions sur le papier. Son premier livre, L’Interprète dans les conférences internationales - Problèmes de langage et de communication est publié en 1968. Langage, langues et mémoire, étude de la prise de note en interprétation consécutive, préfacé par Jean Monnet et issu de sa thèse de doctorat d’État soutenu en 1973, est publié en 1975. En collaboration avec Marianne Lederer, elle élabore la théorie du sens, qui deviendra la théorie interprétative de la traduction (TIT.). Délaissant l'optique linguistique qui a longtemps prévalu dans les études traductologiques, cette théorie, qui s'appuie sur la psychologie et les sciences cognitives (alors à leurs premiers balbutiements), considère que traduire (et bien sûr interpréter), c'est d'abord comprendre, puis restituer dans une autre langue ce qui a été compris en laissant de côté les aspects purement linguistiques de l'original tout en tenant compte de ses effets de style.
À partir des années quatre-vingt, à la direction de l’École supérieure d'interprètes et de traducteurs (ESIT), Université Paris III - Sorbonne Nouvelle), elle cesse progressivement son activité d'interprète pour se consacrer à l’enseignement de l’interprétation et la recherche en traductologie. Au cours de sa carrière d'enseignante et de chercheur, elle a formé à travers le monde d'innombrables disciples, qui continuent à faire vivre ses idées.
Danica Seleskovitch meurt à Cahors le 17 avril 2001 dans sa 80e année.

## Le prix Danica Seleskovitch
En 1991, des collègues, amis et anciens élèves de Danica Seleskovitch créent l'Association pour le prix Danica Seleskovitch, rebaptisée en 2011 Association Danica Seleskovitch. L'objet de l'Association, tel qu'il est défini à l'article 2 de ses statuts, est le suivant :
« Perpétuer l’œuvre intellectuelle et l'action de Danica Seleskovitch, notamment en décernant un prix Danica Seleskovitch, soit pour services rendus à la profession d'interprète de conférence, soit pour distinguer un travail de recherche original en traductologie. » Le prix Danica Seleskovitch est décerné en règle générale tous les 2 ans par l'Association après sélection par un jury de huit membres.
Liste des lauréats du prix Danica Seleskovitch depuis sa création :
| Année | Lauréat                                   |
| ----- | ----------------------------------------- |
| 1992  | Walter Keiser                             |
| 1994  | Philippe Séro-Guillaume                   |
| 1996  | Gérard Ilg                                |
| 1999  | Jungwha Sohee Choi                        |
| 2002  | Marianne Lederer                          |
| 2005  | Jennifer Mackintosh et Christopher Thiéry |
| 2007  | Renée Van Hoof-Haferkamp                  |
| 2009  | Miriam Shlesinger                         |
| 2012  | Ingrid Kurz                               |
| 2014  | Christiane Driesen                        |
| 2016  | Myriam de Beaulieu                        |
| 2018  | Luigi Luccarelli                          |
| 2020  | Barbara Moser-Mercer                      |
| 2023  | Ivana Čeňková                             |

## Publications

### Ouvrages
- 1968 L’interprète dans les conférences internationales, problèmes de langage et de communication, Paris, Minard Lettres Modernes, 262 p., 2e édition 1983. Traduit en anglais, allemand, chinois, coréen, japonais, serbe.
- 1975 Langage, Langues et mémoire, étude de la prise de notes en interprétation consécutive, (préface de Jean Monnet), Paris, Minard Lettres Modernes, Paris, 273 p.
- 1984 Interpréter pour traduire, en collaboration avec Marianne Lederer, Didier Érudition, Paris, 312 p, 4e édition, 2001. Traduit  en arabe, chinois, géorgien.
- 1989 Pédagogie raisonnée de l’interprétation, en collaboration avec Marianne Lederer, coédition Office des publications officielles des communautés européennes et Didier Érudition, Luxembourg-Paris, 282 p. 2e édition revue et augmentée, 2002. Traduit en anglais, chinois, serbe.

### Principaux articles
- 1974 "Zur Theorie des Dolmetschens", in Kapp V. (ed.), Übersetzer und Dolmetscher, Heidelberg, Quelle und Meyer, 2e édition 1983, p. 37–49.
- 1976 "Interpretation, a Psychological Approach to Translation", in Brislin R.W. (ed) Translation: Applications and Research, New York, Gardner Press, p. 92–116.
- 1976 "Traduire, de l’expérience aux concepts", Études de Linguistique Appliquée (ELA), no 24, Paris, Didier., p. 64–91. Traduit en anglais et en espagnol.
- 1977 "Take care of the sense and the sounds will take care of themselves or Why Interpreting is not tantamount to Translating Languages", The Incorporated Linguist, London, Vol. 16, p. 27–33.
- 1978 "Language and Cognition", in David Gerver and Sinaiko H. Wallace (eds.), Language Interpretation and Communication, New York, Plenum Press, p. 333–342.
- 1980 "Pour une théorie de la traduction inspirée de sa pratique", Montréal, META, Vol. 25, no 4, Presses de l’Université de Montréal, p. 401–408.
- 1981 "Recherche universitaire et théorie interprétative de la traduction", Montréal, META, Vol. 26, no 3, Presses de l’Université de Montréal, p. 304–308.
- 1982 "Impromptu Speech and Oral Translation", in  Enkvist N.E. (ed.), Impromptu Speech: A symposium, Abo, Research Institute of the Abo Akademi Foundation, p. 241-254.
- 1982 "Traduction et comparatisme", in Contrastes (hors-série A1), Paris, p. 15–29.
- 1982 "La compréhension d’une pensée à travers son expression", Multilingua, Amsterdam, Mouton, 1.1.1982, p. 33–41.
- 1985 "Interprétation ou interprétariat", META, Vol.30, no 1, Montréal, Presses de l’Université de Montréal, p. 19–24.
- 1985 "Les notions de signifiant/signifié, de concept et de sens en interprétation" in H. Bühler (ed.), Actes du 10e Congrès Mondial de la FIT, Vienne, Wilhelm Braumüller, p. 178–186.
- 1985 "De la possibilité de traduire", Conférence plénière, Actes du Congrès 1984 de l’Association internationale de linguistique appliquée (AILA) Vol.V., p. 1781–1796.
- 1986 "Translation: Corresponding Words or Equivalent Texts?" in TexTconText, Heidelberg, Julius Groos Verlag, p. 128–140.
- 1987 "Traduction et créativité" in Études de lexicologie, lexicographie et stylistique offertes en hommage à Georges Matoré, Paris, Publications de la Sorbonne, p. 263–276.. Traduit en hongrois.
- 1987 "Context-free Language and Sense in Translation", in Wolfgang Lörscher et Rainer Schulze (eds.), Perspectives on Language in Performance, Gunter Narr Verlag, Tübingen, p. 441–446.
- 1987 "La traduction interprétative" in Palimpsestes no 1, Paris, Publication de la Sorbonne Nouvelle, p. 41–50.
- 1988 "Quelques phénomènes langagiers vus à travers l’interprétation simultanée", in Hommage à Bernard Pottier, Paris, Klincksieck, p. 709–717.
- 1990 "Quelques réflexions sur la traductologie française (1975-1986)", Les Sciences du langage en France au XXe siècle, supplément, SELAF, Paris, p. 479–489.
- 1990 "La traduction des hypéronymes et autres termes de grande extension", META, Vol. 5, Montréal, Presses de l’Université de Montréal, p. 91–95.
- 1991 "Fundamentals of the Interpretive Theory of Translation" in Expanding Horizons, J. Plant-Moeller (ed.), Washington, RID, p. 1–13.
- 1991 "De la pratique de l'interprétation à la traductologie", in Lederer Marianne et Israël Fortunato (eds) La Liberté en traduction, Paris, Didier Erudition, p. 289–299.
- 1992 "Von der Praxis zur Theorie", in Salevsky Heidemarie. (ed.) Wissenschaftliche Grundlagen der Sprachmittlung, Frankfurt/Main, Peter Lang, p. 38–54.
- 1995 "Interpretation and Verbal Communication", in Übersetzungswissenchaft im Umbruch, Tübingen, Günter Narr Verlag, p. 301 à 306.
- 1998 "Le dilemme terminologique de la retraduction", in Traduire no 175 - 1/98, p. 17–28.
- 1999 "The Teaching of Conference Interpretation in the Course of the Last 50 Years", in B.Moser-Mercer (ed.), Interpreting Vol. 4 (1/2), John Benjamins Publishing Co., p. 55–66.
- 2004 "The Practice and Theory of Consecutive and Simultaneous Interpretation", in An International Encyclopaedia of Translation Studies, Vol.I, Berlin, New York, Walter de Gruyter, p. 779–789.